# Монумент Незалежності (Влера)
Пам'ятник Незалежності (алб. Monumenti i Pavarësisë) — пам'ятник, присвячений незалежності Албанії, розташований у м. Вльора. Відкритий у 1972 у центрі міста на площі Прапора.
Автори пам'ятника Мунтас Дхрамі, Крістак Рама та Шабан Хадері.

## Історія
Саме у Вльорі 28 листопада 1912 Ісмаїл Кемалі проголосив незалежність країни, а місто стало першою столицею незалежної Албанії.

## Опис
Створений у стилі соціалістичного реалізму, пам'ятник висотою 17 метрів присвячений Декларації албанської незалежності, звільненню країни від влади Османської імперії. У центрі на тлі великого бронзового прапора, що розвівається, — скульптура Ісмаїла Кемалі, лідера албанського національного руху і засновника Незалежної Албанії.
Шість бронзових скульптур пам'ятника символізують різні етапи боротьби албанського народу за здобуття незалежності. Неподалік пам'ятника є парк із місцем поховання самого Ісмаїла Кемалі. На честь нього названо університет та центральну вулицю міста, а неподалік порту йому встановлено пам'ятник.